# William Kennedy (Politiker, 1854)

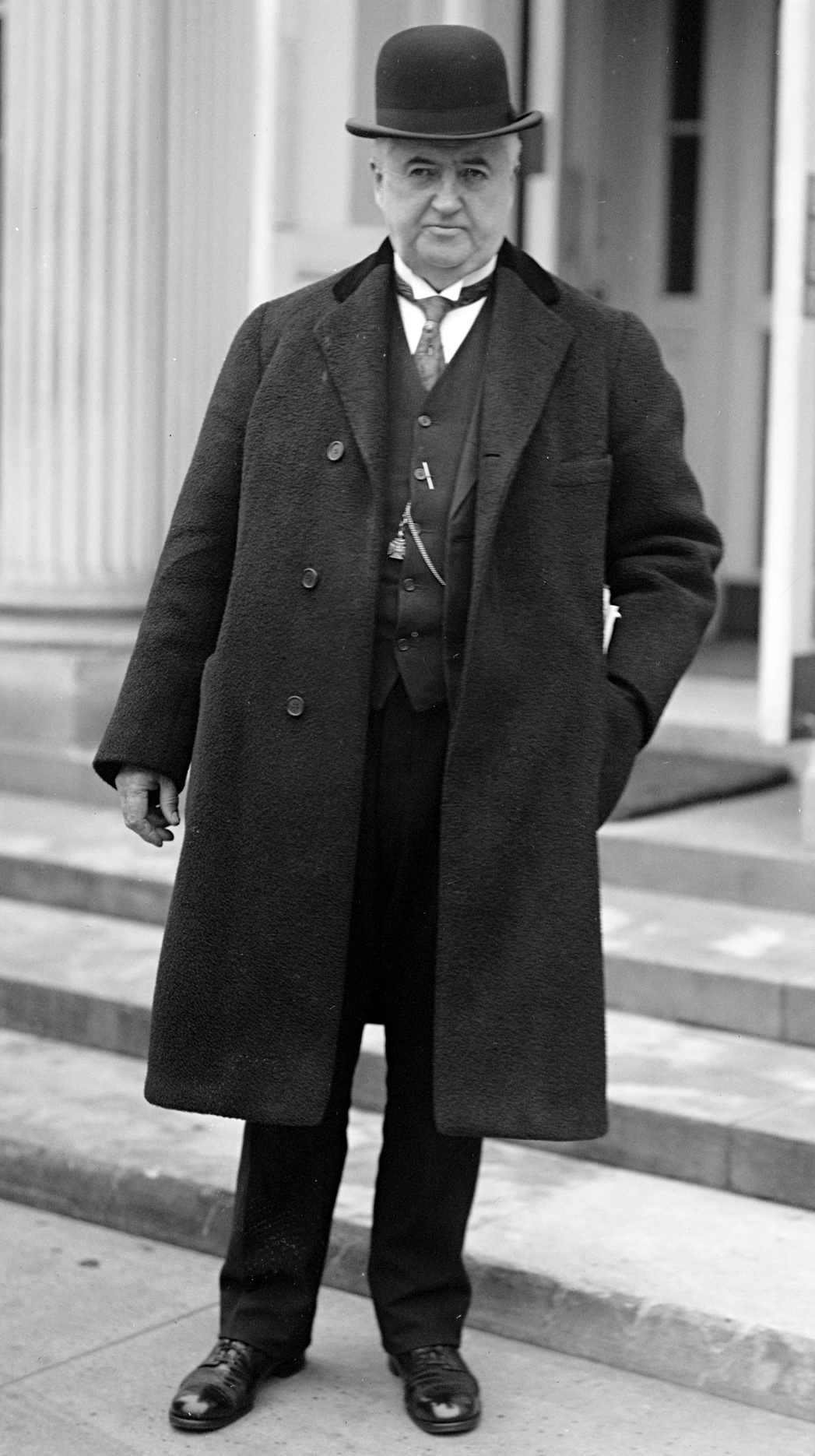
William Kennedy (1914)

William Kennedy (* 19. Dezember 1854 in Naugatuck, Connecticut; † 19. Juni 1918 ebenda) war ein US-amerikanischer Politiker. Zwischen 1913 und 1915 vertrat er den Bundesstaat Connecticut im US-Repräsentantenhaus.

## Werdegang
William Kennedy besuchte die öffentlichen Schulen seiner Heimat. Nach einem anschließenden Jurastudium und seiner im Jahr 1879 erfolgten Zulassung als Rechtsanwalt begann er in Naugatuck  in seinem neuen Beruf zu praktizieren. Politisch war er Mitglied der Demokratischen Partei. In den Jahren 1896, 1900, 1908 und 1912 war er Delegierter zu den jeweiligen Democratic National Conventions. Von 1899 bis 1901 saß Kennedy im Senat von Connecticut; ab 1901 gehörte er bis zu seinem Tod im Jahr 1918 dem Bildungsausschuss seiner Heimatstadt Naugatuck an. Ab 1893 war er auch juristischer Vertreter dieser Stadt.
Bei den Kongresswahlen des Jahres 1912 wurde Kennedy im fünften Wahlbezirk von Connecticut in das US-Repräsentantenhaus in Washington, D.C. gewählt, wo er am 4. März 1913 die Nachfolge des Republikaners John Q. Tilson antrat. Da er bereits bei den nächsten Wahlen im Jahr 1914 gegen James P. Glynn verlor, konnte Kennedy nur eine Legislaturperiode im Kongress absolvieren. In dieser Zeit wurde der 17. Verfassungszusatz verabschiedet, der die Direktwahl der US-Senatoren vorschrieb.
Nach dem Ende seiner Zeit im US-Repräsentantenhaus arbeitete William Kennedy wieder als Anwalt. Er starb am 19. Juni 1918 in seinem Geburtsort Naugatuck.